# Балашов Сергій Сергійович
Сергій Сергійович Балашов (1984—2022) — український військовослужбовець, учасник російсько-української війни.

## Життєпис
Народився 26 березня 1984 року в місті Ромни Сумської області. 
Загинув 24 лютого 2022 року в районі міста Конотоп.

## Нагороди та вшанування
- Орден «За мужність» III ступеня[1].
- Почесний громадянин Конотопа.